# 圣若翰洗者圣殿总主教座堂

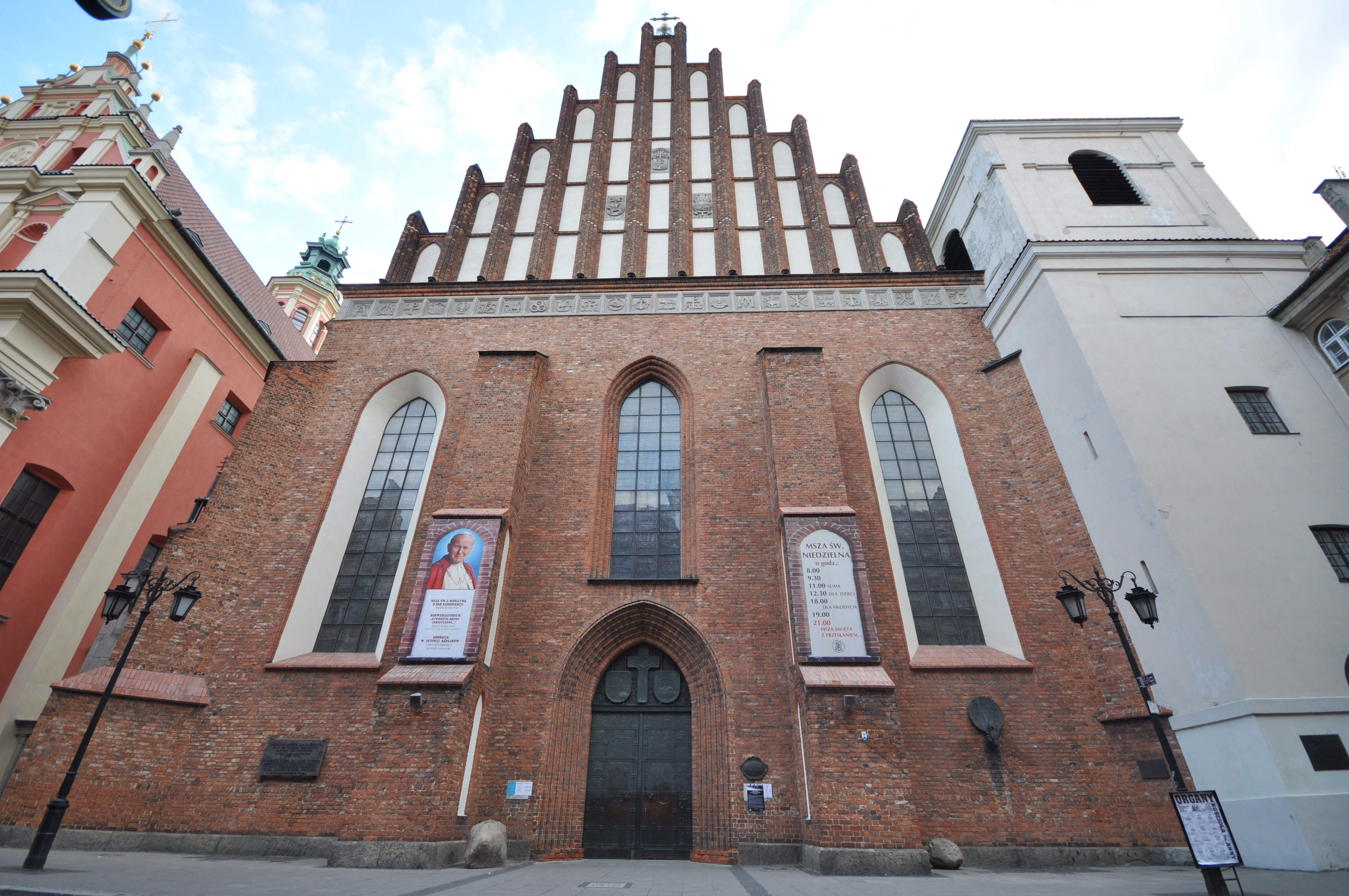
聖若翰洗者聖殿總主教座堂

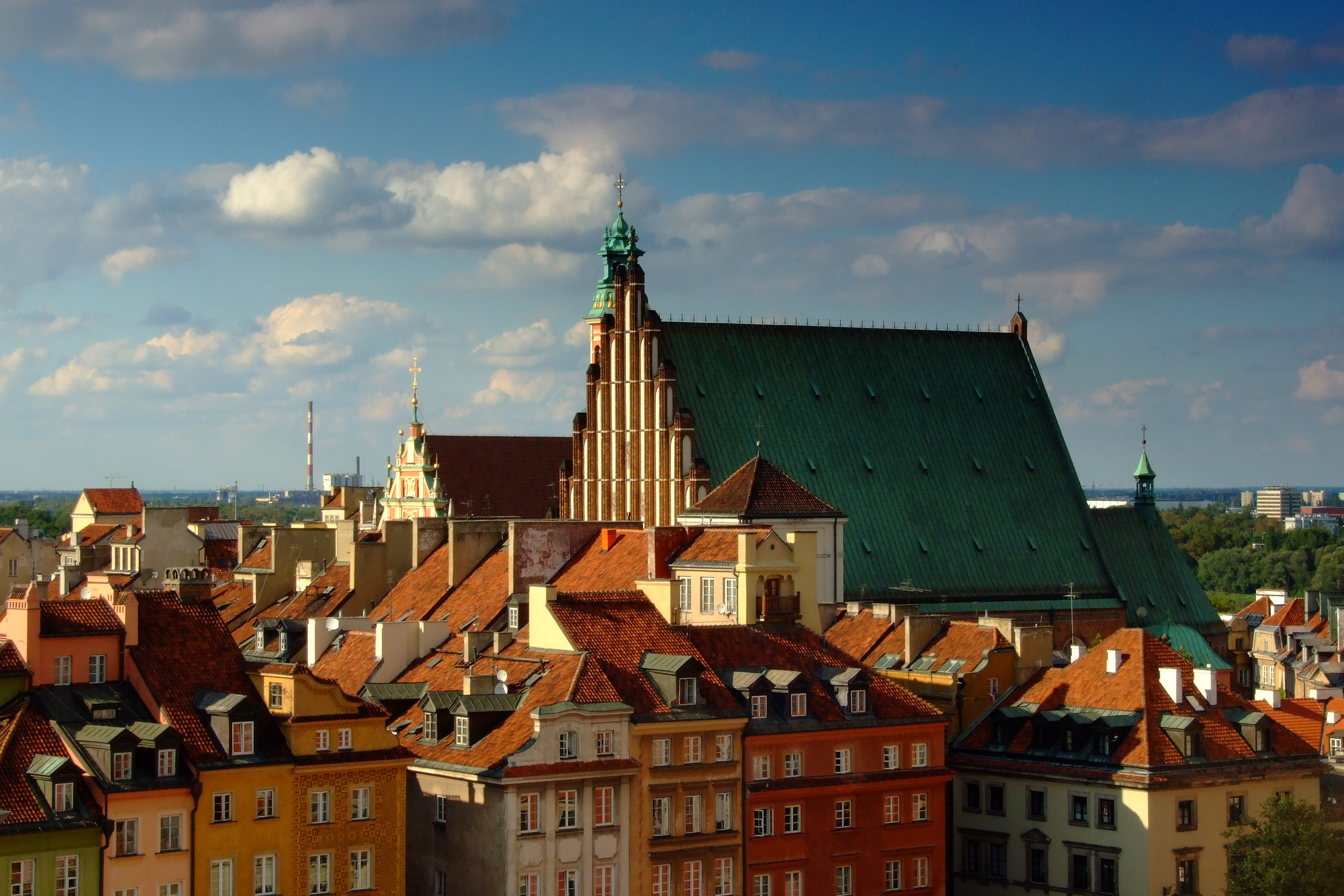
教堂與華沙老城天際線

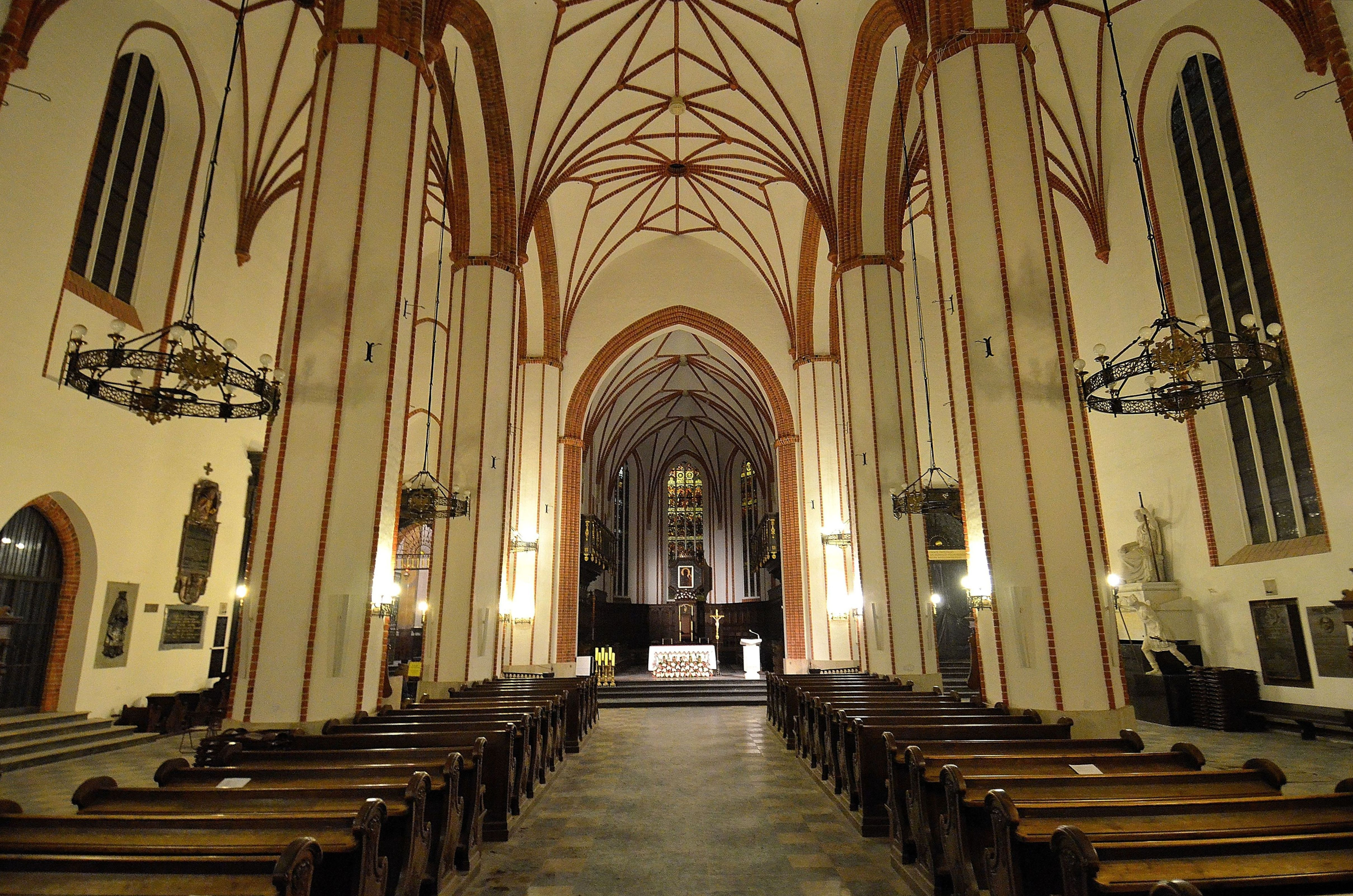
教堂中殿

圣若翰洗者圣殿总主教座堂（波蘭語：Bazylika archikatedralna św. Jana Chrzciciela w Warszawie）是天主教華沙總教區的主教座堂，位於波蘭首都華沙的老城區，緊鄰耶穌會教堂。這座教堂也是華沙的三座主教座堂之一。聖若望主教座堂被UNESCO列入世界文化遺產名單。教堂始建於14世紀，在歷史上曾經多次重建。在華沙起義時，教堂被德軍摧毀 。戰後教堂按14世紀時外觀重建。

## 外部連結
- （波兰語） 官方網站（页面存档备份，存于）
- （波兰語） sztuka.net Pictures of the church.
- （波兰語） www.warszawa1939.pl（页面存档备份，存于） In the prewar Warsaw.
- （波兰語） Archidiecezja Warszawska Some newest pictures.
- （波兰語） sztuka.net, Mausoleum of the Dukes of Masovia

52°14′56″N 21°00′49″E / 52.24889°N 21.01361°E